# Abwertungsspirale
Als Abwertungsspirale bezeichnet man in der Volkswirtschaftslehre einen Teufelskreis aus Abwertung von Währungen. Der Internationale Währungsfonds wurde unter anderem auch gegründet, um solche Abwertungsspiralen zu vermeiden. 

## Ablauf
Am Beginn einer Abwertungsspirale steht die Abwertung einer Währung. Die Exportpreise von Waren und Dienstleistungen, die in dieser Währung angeboten werden, sinken daraufhin. Mit einer Abwertung geht daher in der Regel die zeitweilige Erhöhung des Exportvolumens einher. Importe werden relativ teurer.

## Möglichkeiten zur Beeinflussung des Wechselkurses
Hat ein Land seine Währung an eine andere gekoppelt (wie beispielsweise China seine Währung Yuan seit Sommer 2008 wieder an den US-Dollar gekoppelt hat), dann kann die Regierung des koppelnden Landes den Wechselkurs ihrer Währung in der Regel per Willenserklärung ändern. 
Wenn die Währung frei konvertibel ist (d. h. der Preis der Währung frei an Devisenmärkten ermittelt wird), wie beispielsweise der Preis der Dollar in allen anderen frei konvertiblen Währungen, dann kann die Regierung eines Landes durch expansive Geld- sowie Fiskalpolitik und/oder durch Devisenmarktinterventionen begünstigen, dass der Preis ihrer Währung fällt. 

Konkurrenzparadoxa in den 1930ern

Eine Wirtschaftspolitik, die nach wirtschaftlichem Gewinn auf Kosten anderer Staaten strebt, wird auch als „beggar-my-neighbor-policy“ oder „beggar-thy-neighbor-Politik“ bezeichnet.
John Connally, US-Finanzminister unter Richard Nixon, erklärte 1971 beispielsweise: „Der Dollar ist unsere Währung, aber euer Problem.“

## „Beggar-thy-neighbor“ in den 1930ern
Die Weltwirtschaftskrise in den 1930ern war geprägt von restriktiver Geld- und Fiskalpolitik, Abwertungswettläufen ab 20. September 1931 (als England das Pfund vom Golddevisenstandard entband) und gegenseitigen Einfuhrbeschränkungen (der Staaten untereinander) durch Maßnahmen protektionistischer Zollpolitik. Die Abwertungsspirale bzw. Beggar-thy-Neighbor-Politik bewirkte weltweit eine sinkende gesamtwirtschaftliche Nachfrage und war damit eine der Ursachen der wirtschaftlichen Depression in den 1930ern.